# Parafia Niepokalanego Serca Maryi i św. Franciszka w Lublinie
Parafia Niepokalanego Serca Maryi i św. Franciszka w Lublinie – parafia rzymskokatolicka w Lublinie, należąca do archidiecezji lubelskiej i dekanatu Lublin – Zachód. Została erygowana 1 stycznia 1950. 
Do parafii należą wierni z Lublina (ulice: Al. Kraśnicka, Barszczewskiego, Błońskiego, Bogdanowicza, Bohaterów Monte Cassino, Borelowskiego, Brzóski, Cieszkowskiego, Czarkowskiego, Dragonów, Dubieckiego, Farmaceutyczna, Frankowskiego, Hauke - Bosaka, Herbowa, Irydiona, Jankowskiego, Jeziorańskiego, Juranda, Konstantynów, Krajewskiego, Krasińskiego, Kruka, Leonarda, Magierskiego, Molickiego, Namysłowskiego, Parady, Paśnikowskiego, Pielęgniarek, Powstania Styczniowego, Pustowójtówny, Rogińskiego, Romanowskiego, Ruckiego, Skrzetuskiego, Struga, Śnieżyńskiego, Toczyskiego, Ułanów, Wojciechowska, Wołodyjowskiego, Zana i Żulińskiego). 
Kościół parafialny wybudowany w latach 1979–1985. Mieści się przy Alei Kraśnickiej.